# Saalstadt
Saalstadt – miejscowość i gmina w Niemczech, w kraju związkowym Nadrenia-Palatynat, w powiecie Südwestpfalz, wchodzi w skład gminy związkowej Thaleischweiler-Wallhalben. Do 30 czerwca 2014 wchodziła w skład gminy związkowej Wallhalben.